# Werner von Fritsch
Baron Werner von Fritsch, nemški general, * 4. avgust 1880, Benrath, Nemško cesarstvo, † 22. september 1939, Varšava, Poljska.
Von Fritsch je bil pomemben oficir Wehrmachta, član vrhovnega poveljstva nemške vojske in prvi nemški general, ki je umrl v 2. svetovni vojni.

## Napredovanja
- Fahnenjunker (22. maj 1899)
- poročnik (27. januar 1900)
- nadporočnik (18. oktober 1909)
- stotnik (22. marec 1913)
- major (16. september 1917)
- podpolkovnik (5. februar 1923)
- polkovnik (1. marec 1927)
- generalmajor (1. november 1930)
- generalporočnik (1. junij 1932)
- general artilerije (1. februar 1934)
- generalpolkovnik (20. april 1936)

## Odlikovanja
- RK des Kgl. Preuss. Hausordens von Hohenzollern mit Schwertern
- 1914 železni križec I. razreda
- 1914 železni križec II. razreda
- Kgl. Preuss. Roter Adler-Orden IV. Klasse
- Kgl. Bayer. Militär-Verdienstorden IV. Klasse mit Schwertern
- Kgl. Bayer. Militär-Verdienstorden IV. Klasse mit Schwertern und mit der Krone
- Ritterkreuz I. Klasse des Kgl. Württembg. Friedrichs-Ordens mit Schwertern
- Ritterkreuz II. Klasse des Grossherzoglich Hessischer Verdienstorden Philipps des Grossm�tigen
- Hamburgisches Hanseatenkreuz
- k.u.k. Österr. Militär-Verdienstkreuz III. Klasse mit der Kriegsdekoration
- osmanski železni polmesec
- Verwundetenabzeichen, 1918 in Schwarz
- Kgl. Preuss. Dienstauszeichnungskreuz
- Ehrenritter des Kgl. Preuss. Johanniter-Ordens
- Ehrenkreuz für Frontkämpfer 1914/1918
- Rechtsritter des Kgl. Preuss. Johanniter-Ordens
- Wehrmacht-Dienstauszeichnung IV. bis I. Klasse
- Goldenes Ehrenzeichen der NSDAP